# Benwood (Virginia Occidental)
Benwood es una ciudad ubicada en el condado de Marshall en el estado estadounidense de Virginia Occidental. En el Censo de 2010 tenía una población de 1420 habitantes y una densidad poblacional de 299,93 personas por km².

## Geografía
Benwood se encuentra ubicada en las coordenadas 40°0′35″N 80°43′55″O / 40.00972, -80.73194. Según la Oficina del Censo de los Estados Unidos, Benwood tiene una superficie total de 4.73 km², de la cual 3.36 km² corresponden a tierra firme y (28.99%) 1.37 km² es agua.

## Demografía
Según el censo de 2010, había 1420 personas residiendo en Benwood. La densidad de población era de 299,93 hab./km². De los 1420 habitantes, Benwood estaba compuesto por el 95.77% blancos, el 1.27% eran afroamericanos, el 0% eran amerindios, el 0.14% eran asiáticos, el 0% eran isleños del Pacífico, el 0% eran de otras razas y el 2.82% pertenecían a dos o más razas. Del total de la población el 0.99% eran hispanos o latinos de cualquier raza.